# Corbett and Courtney Before the Kinetograph
Corbett and Courtney Before the Kinetograph er en amerikansk stumfilm fra 1894 af William K.L. Dickson og William Heise.

## Medvirkende
- James J. Corbett
- Peter Courtney